# Gesploos elfenbankje
Het gesploos elfenbankje (Antrodiella onychoides) is een schimmel behorend tot de familie Steccherinaceae. De vruchtlichamen groeien meestal op dode, op de grond liggende takken, maar er zijn ook vondsten bekend op dode, nog aan de boom hangende takken en van (liggende) stammen.

## Kenmerken
Het gesploos elfenbankje heeft wit tot roomkleurige vruchtlichamen met kleine ongezoneerde hoedjes of hoedkanten (tot ca. 1 cm uitstekend) waarvan de poriënlaag vaak afloopt op het substraat ("effused-reflexed"); ook geheel resupinate vormen komen voor. De kleine gaatjes zijn met het blote oog niet of nauwelijks waarneembaar (5-8/ mm). 
Voor determinatie is microscopisch onderzoek vereist. Doorslaggevend zijn het ontbreken van gespen in het hyfenweefsel. De vaak iets gekromde, cilindrische sporen (3-4,5 × 1,5-2 µm) vormen een ander belangrijk kenmerk. Het vruchtvlees heeft een zekere taaiheid (dimitisch hyfensysteem).

## Verspreiding
In Nederland komt het gesploos elfenbankje vrij zeldzaam voor. Het staat op de rode lijst in de categorie 'Gevoelig'. Het is slechts bekend uit 14 atlasblokken verspreid over het land. Dit gering aantal waarnemingen komt ongetwijfeld door het feit dat deze soort alleen microscopisch kan worden gedetermineerd.